# Tibellus australis
Espèce
Synonymes
- Tibellinus australis Simon, 1910

Tibellus australis est une espèce d'araignées aranéomorphes de la famille des Philodromidae.

## Distribution
Cette espèce se rencontre au Botswana, en Afrique du Sud et au Zimbabwe.

## Description
La femelle holotype mesure 7 mm.

## Systématique et taxinomie
Cette espèce a été décrite sous le protonyme Tibellinus australis par Simon en 1910. Elle est placée dans le genre Tibellus par Van den Berg et Dippenaar-Schoeman en 1994.

## Publication originale
- Simon, 1910 : « Arachnoidea. Araneae (II). Zoologische und anthropologische Ergebnisse einer Forschungsreise im Westlichen und zentralen Südafrika. » Denkschriften der Medicinisch-naturwissenschaftlichen Gesellschaft zu Jena, vol. 16, p. 175-218 (texte intégral).